# Drögenbostel
Drögenbostel ist eine Ortschaft der Stadt Visselhövede im niedersächsischen Landkreis Rotenburg (Wümme). In dem Dorf leben etwa 150 Einwohner.

## Geografie
Drögenbostel liegt im nordöstlichen Bereich der Stadt Visselhövede, 6 km nordöstlich vom Kernort Visselhövede. Die höchste Erhebung der Region ist der Höllenberg (93,4 m).
Nachbarorte sind – von Norden aus im Uhrzeigersinn – Rutenmühle, Brochdorf, Neuenkirchen, Frielingen, Behningen, Ottingen, Hiddingen und Rosebruch.

## Geschichte
Die erste urkundliche Erwähnung datiert auf den 16. März 1275. Hierin bekennt sich der Ritter Johann Clüver, dass er den Zehnten in Drögenbostel an den Priester Heinrich, Vikar am St.-Katharinen-Altar im Verdener Dom, verkauft hat. Die eigentliche Entstehung der Siedlung Drögenbostel dürfte allerdings weiter zurückliegen. Hierüber geben die sich in der Nähe befindlichen Hügelgräber aus der Bronzezeit, sowie der Höllenberg (93,4 m über N.N.), der den Germanen als Kultstätte diente, Auskunft.
Zu der Entstehung des Ortsnamens kann folgendes gesagt werden:
Die Orte die ein „Borstel“ oder „Bostel“ (Plattdeutsch: „Bossel“) im Namen tragen, haben meist eines gemeinsam: Ursprünglich waren diese Orte einzelne Höfe um die sich später Ortschaften bildeten. Oft waren diese Höfe Edelingssitze mit einer Burganlage und staatlichen bzw. grundherrschaftlichen Forst. Meist lagen sie auf hochgelegenen Böden nahe fischreichen Gewässern. Allen „Borstels“ liegt das althochdeutsche Wort „Bur“ zugrunde, das kurz mit „Siedlung“ übersetzt werden kann. Das Wort „drög“ stammt aus dem Plattdeutschen und ist mit „trocken“ zu übersetzen. Zusammengefasst kann also „trockene Siedlung“ übersetzt werden, was wohl ein Hinweis auf den sehr trockenen Ackerboden nahe dem Höllenberg ist (18–22 Bodenpunkte).
Ursprünglich ist Drögenbostel ein Gutshof gewesen, das über eine „Burg“ verfügte. Diese Burg hat an der Landstraße von Visselhövede kommend auf der linken Seite am Ortseingang gelegen. Der dazugehörende Gutshof wurde später in drei Vollhöfe geteilt. Zwei dieser Vollhöfe danach nochmals in vier Halbhöfe, so dass die jetzige Anzahl von einem Vollhof und vier Halbhöfen entstand, vorbei ein Halbhof in der Mitte des 19. Jahrhunderts durch den Verkauf von zwei Anbauerstellen faktisch zu einem Viertelhof wurde.
Im Jahre 1784 erhielt die Gemeinde die Genehmigung eine eigene Schule einzurichten. Diese bestand bis 1962. Die schulpflichtigen Kinder gehen heute nach Visselhövede und Rotenburg (Wümme) zur Schule.
Das zum Ende des 19. Jahrhunderts aufkommende Vereinswesen war und ist auch hier ein fester Bestandteil des Dorflebens. So wurde vor 1880 eine Feuerwehr gebildet und um 1900 ein Gesangs- und ein Fahrradfahrerverein gegründet. Ab 1924 kam der Schützenverein hinzu, der mit der Ausrichtung der Schützen- und Erntefest stets den Mittelpunkt des dörflichen Miteinanders bildete. Gesangs- und Fahrradfahrerverein wurden im Laufe des Ersten Weltkrieges aufgelöst. Eine Neugründung kam nicht zustande. Im Jahre 1974 schlossen sich die Freiwilligen Feuerwehren Drögenbostel und Hiddingen zusammen. Die jetzige gemeinsame Feuerwehr sorgt für den Brandschutz und die allgemeine Hilfe.
Ende des 19. Jahrhunderts hatte die Ortschaft Drögenbostel, die eine selbstständige Gemeinde bildete, 100 Einwohner.
Seit der Gebietsreform, die am 1. März 1974 in Kraft trat, ist die vorher selbstständige Gemeinde Drögenbostel eine von 15 Ortschaften der Stadt Visselhövede.

## Politik
Ortsvorsteher ist zurzeit Michael Meyer (CDU)

## Wirtschaft und Infrastruktur

### Unternehmen
In Drögenbostel gibt es seit 2005 eine Seepferdchen-Zucht. Es handelte sich um die unter Artenschutz stehenden brasilianischen Riesenseepferdchen. Sie befindet sich seit dem Jahr 2013 teilweise in Sottrum.

### Verkehr
Drögenbostel liegt fernab des großen Verkehrs. Die Bundesautobahn 27 verläuft 19 km entfernt südwestlich. Die von Bomlitz über Visselhövede nach Rotenburg (Wümme) führende Bundesstraße 440 verläuft südwestlich, 6 km entfernt. Die Bundesstraße 71 von Soltau über Neuenkirchen nach Rotenburg (Wümme) verläuft in 4 km Entfernung nordöstlich.
In Drögenbostel gibt es – im Gegensatz zu einigen kleineren Ortsteilen von Visselhövede – Straßenbezeichnungen und nicht nur Hausnummern, sodass sich Einwohner, Postboten, Lieferanten und Besucher gut orientieren können.